# Fra Mauro (Lua)

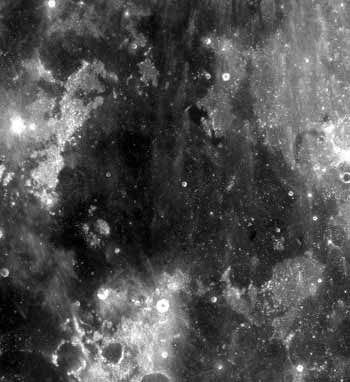
Mare Cognitum visto do espaço. Fra Mauro é a região cinza vista do lado direito superior.

Fra Mauro é uma região de terras-altas na Lua, onde a missão Apollo 14 pousou em fevereiro de 1971. Seu nome vem da cratera  Fra Mauro, de 80 km de diâmetro, situada dentro da área abrangida por ela e a cratera tem seu nome em homenagem e reconhecimento dos cientistas de hoje ao monge e mapista do século XV, que mapeou o então conhecido Mar Mediterrâneo com surpreendente acuidade.
A região é uma área geológica montanhosa, cobrindo largas porções da superfície lunar em volta do Mare Imbrium e se imagina ser composta de ejecta do impacto que formou o 'mare'. É caracterizada por cordilheiras de algumas centenas de metros de altura, que se irradiam da base de Imbrium e são separadas por vales ondulantes. A cobertura de ejecta está hoje enterrada sob uma camada de cascalho mais jovem e solo lunar revolvido por impactos de meteoritos mais recentes e possíveis 'lunamotos'- terremotos lunares. Os dejetos da área devem provavelmente ter vindo de mais de 100 km de profundidade da camada lunar original após o impacto e as amostras trazidas pelos astronautas da Apollo 14 mostram evidências de quando a base de Imbrium foi formada e ajudam a estabelecer a idade e a natureza física e química do material interno da crosta pré-impacto.
A borda sudeste do Mare Insularum se estende entre as crateras Lansberg e Fra Mauro. A metade mais baixa desta área é ocupada pelo Mare Cognitum; apesar da área ter parecido geologicamente desinteressante a princípio, ela provou conter importantes locações e desde então é uma das mais estudadas regiões da Lua. Esta é a área onde a sonda Ranger 7 se espatifou na descida e onde duas expedições Apollo pousaram: a Apollo 12 perto da Surveyor 3 e a Apollo 14 nas colinas na borda da cratera Fra Mauro.
A área de Fra Mauro se tornou mais interessante para os geólogos quando o sismógrafo da Apollo 12 na cratera Surveyor, 110 km a oeste, enviou à Terra sinais de 'lunamotos' mensais, que se acreditam terem se originado na cratera de Fra Mauro quando a Lua passava por seu perigeu.
Um impacto recente perto do local do pouso da Apollo 14 formou a cratera chamada Cone, com cerca de 300 m de extensão e 76 m de profundidade, com largos blocos de material original da área espalhados pela encosta da cratera. Os astronautas Alan Shepard e Edgar Mitchell subiram esta encosta para fotografar o interior da cratera e coletar amostras de rocha da borda em volta.